# Fanja Widell
Favsta (Fanja) Iwanowna Widell, född 27 januari 1898 i Ural, Kejsardömet Ryssland , död 15 september 1988 i Höör, var en rysk-svensk målare, skulptör och tecknare.
Hon var dotter till guldgrävaren och musikern Ivan Anisimov och Fekla Nikitina och från 1917 gift med diamantborraren August Widell. Hon kom som nygift till Sverige 1918 och kort efter att de bosatt sig avled maken i spanska sjukan 23 september 1918. Hon bestämde sig för att stanna kvar i Sverige och blev svensk medborgare. Vid sidan av sitt förvärvsarbete som föreståndare för en damkonfektionsaffär sysslade hon sporadiskt med måleri och efter sin pensionering blev konstnärskapet ett heltidsjobb. Hon var i huvudsak autodidakt men deltog 1957 i en konstkurs ledd av Stig Andrén i Borås. Hon medverkade i Borås och Sjuhäradsbygden konstförenings utställningar i Borås. Hennes konst består av små naivt och poetiskt uppfattade minnesbilder från sin ryska uppväxttid, samt skulpturer och kolteckningar. Widell är representerad vid Borås konstmuseum.  